# Xanthī AO
El Xanthī Athlītikos Omilos (grec: Ξάνθη Αθλητικός Όμιλος) és un club esportiu grec de la ciutat de Xanthi.

## Història
El club va ser fundat l'any 1967 per la fusió dels clubs APS Aspida Xanthi (fundat el 1922) i Orfeas (fundat el 1903).
Evolució del nom:
- 1967-1991: A.O. Xanthi
- 1991-2016: Skoda Xanthi
- 2016-actualitat: A.O. Xanthi

Evolució a la lliga grega:
- 1967-1985: Beta Ethniki (segona divisió)
- 1985-1986: Gamma Ethniki (tercera divisió)
- 1986-1989: Beta Ethniki (segona divisió)
- 1989-2017: Alpha Ethniki / Super Lliga (primera divisió)

## Palmarès
- Copa grega de futbol:
  - Finalista: 2014-15